# Artéria coronária direita

A artéria coronária direita é uma artéria do coração. Tem origem na artéria aorta, acima da cúspide direita da válvula aórtica, e dirige-se inferolateralmente ao longo do sulco coronário, na parede anterolateral do coração.
Em 90% dos corações a artéria coronária direita desce para formar a artéria coronária descendente posterior, pois há variação anatômica considerável. A coronária direita se dirige em direção ao sulco interventricular posterior e à crux cordis, essa região é definida como o ponto de encontro do sulco coronariano com os sulcos interatrial e interventricular. A coronária direita dá origem, em 60% dos corações, à artéria do nó sinusal, que se dirige para cima e medialmente, circundando o óstio da veia cava superior, irrigando neste trajeto o átrio direito e principalmente o nó sinusal. Além da artéria do nó sinusal, a coronária direita emite para os átrios alguns ramos de pequeno calibre.